# Stillahavslövgroda
Stillahavslövgroda, Pseudacris regilla, är en groda från västra Nordamerika som tillhör släktet Pseudacris och familjen lövgrodor.

## Utseende
Stillahavslövgrodan är en liten, slank lövgroda med ett stort huvud och stora, utstående ögon. Tårna är delvis simhudsförsedda, och har tämligen stora tådynor. Huden är slät, och färgteckningen är mycket variabel: Oftast är ovansidans färg grön eller brun, men grå, beige, gulbruna, bruna eller röda färger förekommer också, både enfärgade och i spräckliga mönster. Grodan kan även växla mellan mörkare och ljusare färger. Vanligtvis finns en mörk, Y-formad teckning på huvudet mellan ögonen. Tvärs över ögat går ett mörkt streck. Buken är krämfärgad, och bakbenens undersida är gul. Hanen har en strupsäck som i vila syns som ett mörkt, skrynkligt fält på strupen. Längden är mellan 1,9 och 5,1 cm. Grodynglen är mörkbruna till svarta med en bronsfärgad undersida. Fenorna är korta, och grodynglet kan bli upp till 4,7 cm som längst.

## Taxonomi
Ett förslag, baserat på DNA-analys, lades fram 2006 att arten bör delas upp i tre. Förslaget har blivit omdebatterat, bland annat ansågs inte de ursprungliga namnen korrekta, men har till stora delar stötts av andra forskare:
- Pseudacris regilla - I norra delen av utbredningsområdet
- Pseudacris sierra - Centrala delen
- Pseudacris hypochondriaca - Södra delen.

## Utbredning
Arten finns i västra Nordamerika från södra British Columbia i Kanada längs stilla havskusten till Baja California i Mexiko. Österut går den till Montana, Idaho och Nevada. Det finns även isolerade populationer i kaliforniska öknen, på öar utanför Kaliforniens kust, på Queen Charlotte Islands i British Columbia och på Revillagigedo-ön i Alaska, som förmodas vara införda.

## Vanor
Stillahavslövgrodan lever i många olika naturtyper, ängsmark, träddungar, skog, odlade fält och chaparral (buskmark av medelhavstyp), särskilt bland undervegetation nära vatten. Den kan gå upp till 3 000 m i bergen. För att vara en lövgroda är den i hög grad markbunden, och klättrar endast upp korta sträckor i vegetationen. Speciellt på högre höjder sover den vintersömn i utrymmen på och under markytan.

### Föda och predation
Grodan är aktiv och jagar sina byten på natten utom under parningssäsongen, då den är dagaktiv. Bytena består främst av insekter, särskilt flygande, spindlar, snäckor och gråsuggor. Arten tjänar själv till föda åt strumpebandssnokar, andra groddjur, bland annat oxgroda,  ett flertal fiskarter, hägrar och ägretthägrar, kungsfiskare samt däggdjur som skunk, tvättbjörn, opossum och förvildade katter.

### Fortplantning
Mellan november och juli vandrar arten till olika vattensamlingar som sjöar, dammar, mindre, långsamma vattendrag och lugnvatten i större, sumpmarker, gärna trädbevuxna, mossar, våtängar samt bevattningsanläggningar och -kanaler. De kan även utnyttja svagt bräckt vatten som tidvattensdammar. Arten föredrar lugna vatten med gott om vegetation. Honan lägger vanligtvis mellan 400 och 750 ägg, även om så många som 1 250 kan förekomma, i mindre klumpar om 9 till 80 stycken. Äggen läggs antingen på växter under vattenytan eller, om vattendjupet är grunt, direkt på bottnen. Äggen kläcks efter 1 till 5 veckor, och larvutvecklingen tar mellan 2 och 2,5 månader. Upp till 3 kullar kan läggas per säsong. An blir i regel könsmogen före 1 års ålder.

## Status
Stillahavslövgrodan är klassificerad som livskraftig ("LC") av IUCN, och populationen är stabil. Inga allvarligare hot existerar, men viss fångst av arten som sällskapsdjur förekommer. Dessutom livnär sig moskitfisken (Gambusia affinis), som har introducerats i en del lekvatten, på grodynglen.